# Hypocysta antirius
Hypocysta antirius är en fjärilsart som beskrevs av Butler 1868. Hypocysta antirius ingår i släktet Hypocysta och familjen praktfjärilar. Inga underarter finns listade i Catalogue of Life.

## Bildgalleri

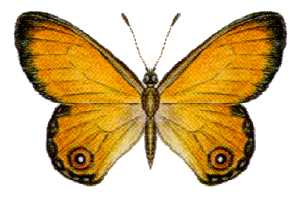